# Bradytoma lyciformis
Bradytoma lyciformis là một loài bọ cánh cứng trong họ Ptilodactylidae. Loài này được Erichson miêu tả khoa học năm 1847.